# Vonalak a homokban
A Vonalak a homokban (Lines In The Sand) a Doktor House amerikai filmsorozat 3. évadának 4. része. 2006. szeptember 26-án vetítették először Amerikában, 2007. december 19-én pedig Magyarországon. Az epizódot David Hoselton írta és Newton Thomas Sige rendezte.

## Cselekmény
House mérhetetlenül felháborodik, amikor a szobájában kicserélik a szőnyegét, s a vérfoltosat követeli vissza. Majd elhatározza, hogy addig nem megy be az irodájába, helyette inkább a recepción, vagy a váróteremben, vagy Cuddy irodájában vagy a tárgyalóban, esetleg Wilson szobájában ül, amíg vissza nem kapja imádott szőnyegét. Cuddy persze ettől nagyon paprikás, s már az elbocsátásával fenyegetőzik. Később House doki egy érdekes esetet kap, ami kissé leköti a figyelmét: Adam, egy tízéves fiú, aki autista és hányásos tünetekkel szállították be a mentők. Mérgezésre gyanakodnak, sajnos azonban semmit sem tudnak kiszedni a kisfiúból az autizmusa miatt.
Számos vizsgálat után House felfedezi a fiú szemében, hogy a homokozó homokjából paraziták kerültek a testébe és ezek okozzák a tüneteit. A tüneteket fonálférgek okozták, melyek elszaporodtak az egész testében, bejutva a szembe, tüdőbe és a májba.
Eközben Dr. House-t felkeresi az egyik páciensének a lánya, Ali, aki szerelmes lett a doktorba. Az orvosnak imponál, hogy egy 17 éves lány ennyire rajong érte, bár tudja, hogy kettejük kapcsolatának nincs jövője. Cuddy erőszakkal is távol akarja tartani a lányt tőle, és arra kéri, vessen véget ennek a kapcsolatnak minél előbb. Végül azonban House felismeri, hogy a lány rajongását a korábban Fresnoban tett látogatása okozza, ahol földrengés volt. A földrengéstől a levegőbe került a talajban élő Coccidioides immitis gombafaj spórája, mely belélegezve megbetegítette a lányt. A fertőzés tünetei többek között fejfájás, köhögés, könnyezés és a józan ítélőképesség, továbbá a gátlások elvesztése.
House csalódottan diagnosztizálja a lány betegségét és mindketten belátják, hogy szó sincs szerelemről. Végül a doktor egy, a Casablanca című filmben elhangzott mondattal köszön el a lánytól: "Nekünk megmarad Fresno!"

## Mellék- és vendégszereplők[1]

### Vendégszereplők
- Braeden Lemasters - Adam, az autista kisfiú;
- Geoffrey Blake - Dominic, Adam édesapja;
- Heather Kafka - Sarah, Adam édesanyja;

### Visszatérő szereplők
- Leighton Meester - Ali
- Stephanie Venditto - Brenda nővér
- Ron Perkins - Dr. Simpson
- Bobbin Bergstrom - nővér